# Chef (язык программирования)
Chef — эзотерический язык программирования, разработанный Дэвидом Морган-Маром, программы на котором сходны с кулинарными рецептами. Каждая программа в языке состоит из названия, списка переменных и их значений, списка инструкций. Переменные могут быть названы только названиями основных продуктов питания. Стек, в которые помещаются значения переменных, называется англ. mixing bowl («чаша для смешивания»), а операции для манипуляции с переменными — mix («смешать»), stir («взболтать») и так далее.

## Пример
Программа Hello, World! на языке Chef:
```
  Hello World Souffle.

Ingredients.
72 g haricot beans
101 eggs
108 g lard
111 cups oil
32 zucchinis
119 ml water
114 g red salmon
100 g dijon mustard
33 potatoes

Method.
Put potatoes into the mixing bowl.
Put dijon mustard into the mixing bowl.
Put lard into the mixing bowl.
Put red salmon into the mixing bowl.
Put oil into the mixing bowl.
Put water into the mixing bowl.
Put zucchinis into the mixing bowl.
Put oil into the mixing bowl.
Put lard into the mixing bowl.
Put lard into the mixing bowl.
Put eggs into the mixing bowl.
Put haricot beans into the mixing bowl.
Liquefy contents of the mixing bowl.
Pour contents of the mixing bowl into the baking dish.

Serves 1.
```

На выводе программа берёт значение последней переменной из стека, так как «ингредиенты» не могут извлекаться из блюда в обратном порядке.

## Переменные
Допустимые имена переменных («ингредиенты»):
| Сокращение | Оригинальное имя | Русскоязычное значение |
| ---------- | ---------------- | ---------------------- |
| p          | potatoes         | картофель              |
| d          | dijon mustard    | горчица                |
| l          | lard             | сало                   |
| r          | red salmon       | нерка                  |
| o          | oil              | масло                  |
| w          | water            | вода                   |
| z          | zucchinis        | цуккини                |